# Macrobiotus chieregoi
Macrobiotus chieregoi är en djurart som tillhör fylumet trögkrypare, och som beskrevs av Walter Maucci och Durante Pasa 1981. Macrobiotus chieregoi ingår i släktet Macrobiotus och familjen Macrobiotidae. Inga underarter finns listade i Catalogue of Life.